# Вішинешть (комуна)
Вішинешть, Вішинешті (рум. Vișinești) — комуна у повіті Димбовіца в Румунії. До складу комуни входять такі села (дані про населення за 2002 рік):
- Вішинешть (1056 осіб) — адміністративний центр комуни
- Доспінешть (123 особи)
- Султану (398 осіб)
- Урсею (826 осіб)

Комуна розташована на відстані 86 км на північний захід від Бухареста, 21 км на північ від Тирговіште, 61 км на південь від Брашова.

## Населення
За даними перепису населення 2002 року у комуні проживали 2403 особи, усі — румуни. Усі жителі комуни рідною мовою назвали румунську.
Склад населення комуни за віросповіданням:
| Релігія     | Кількість осіб | Відсоток |
| ----------- | -------------- | -------- |
| православні | 2350           | 97,8%    |
| адвентисти  | 53             | 2,2%     |